# 주부, 세상을 말하자
《주부, 세상을 말하자》는 KBS TV에서 방송했던 주부 대상 토론 프로그램이다.

## 역사
2003년 11월 3일에 첫방송을 시작했으며, 원래는 KBS 2TV에서 방송됐으나, 2005년 12월 1일부터 KBS 1TV로 이관하여 방송하다가, 2007년 4월 27일 방송을 마지막으로 폐지되었다.

## MC
- 정용실 아나운서

## 역대 방송시간
| 방송 채널 | 방송 기간                           | 방송 시간                    |
| --------- | ----------------------------------- | ---------------------------- |
| KBS 2TV   | 2003년 11월 3일 ~ 2005년 10월 28일  | 평일 오전 11:25 ~ 낮 12:25   |
| KBS 2TV   | 2005년 10월 31일 ~ 2005년 11월 30일 | 평일 오전 11:00 ~ 낮 12:10   |
| KBS 1TV   | 2005년 12월 1일 ~ 2007년 4월 27일   | 평일 오전 10:55 ~ 오전 11:55 |

## 특징
매회마다 주부 95%+각계 인사 5% 비율의 사람들을 방청객으로 초청해 별도의 패널없이 MC와 방청객들 사이에만 토론을 진행했다.